# La Belle et la Bête (Mélusine)
Pour l’article homonyme, voir La Belle et la Bête.
La Belle et la Bête est le 12e album de bande dessinée mettant en scène le personnage de Mélusine, sorti en 2004. Les dessins sont de Clarke et le scénario de Gilson.

## Synopsis
L'album est composé de 32 gags d'une page chacun, de quatre de deux pages et d'un de quatre pages.
La dernière histoire donne son nom à l'album : Le Docteur Kartoffeln s'est mis en tête de fabriquer une compagne à Winston, le majordome du château, sosie de la créature de Frankenstein…

## Source
- www.bedetheque.com, « Mélusine » (consulté le 18 août 2008)